# Canton de Bry-sur-Marne
Le canton de Bry-sur-Marne est une ancienne division administrative française située dans le département du Val-de-Marne et la région Île-de-France.
Le canton est supprimé lors du redécoupage cantonal de 2014 en France, et son territoire est réparti entre les cantons de Villiers-sur-Marne, Champigny-sur-Marne-1 et Champigny-sur-Marne-2

## Histoire
Le canton de Bry-sur-Marne, qui comprenait la commune de Bry-sur-Marne et le nord de celle de Champigny-sur-Marne a été créé lors de la mise en place du département du Val-de-Marne par le décret du 20 juillet 1967.
Le canton est remanié par le décret du 20 janvier 1976 qui modifie le découpage de la commune de Fontenay-sous-Bois.
Un nouveau découpage territorial du Val-de-Marne entré en vigueur à l'occasion des premières élections départementales suivant le décret du 17 février 2014. Les conseillers départementaux sont, à compter de ces élections, élus au scrutin majoritaire binominal mixte. Les électeurs de chaque canton élisent au Conseil départemental, nouvelle appellation du Conseil général, deux membres de sexe différent, qui se présentent en binôme de candidats. Les conseillers départementaux sont élus pour 6 ans au scrutin binominal majoritaire à deux tours, l'accès au second tour nécessitant 12,5 % des inscrits au 1er tour. En outre, la totalité des conseillers départementaux est renouvelée. Ce nouveau mode de scrutin nécessite un redécoupage des cantons dont le nombre est divisé par deux avec arrondi à l'unité impaire supérieure si ce nombre n'est pas entier impair, assorti de conditions de seuils minimaux. Dans le Val-de-Marne le nombre de cantons passe ainsi de 49 à 25.
Dans ce cadre, le canton est supprimé, et son territoire réparti :
- dans le canton de Villiers-sur-Marne, pour la commune de Bry-sur-Marne
- dans les cantons de Champigny-sur-Marne-1 et Champigny-sur-Marne-2 pour la commune de Champigny-sur-Marne[3].

## Représentation
| Période | Période | Identité                  | Étiquette    | Qualité                                                                                |
| ------- | ------- | ------------------------- | ------------ | -------------------------------------------------------------------------------------- |
| 1967    | 1970    | Raymond Segal (1931-2020) | PCF          | Compositeur typographe Conseiller municipal de Champigny-sur-Marne                     |
| 1970    | 1982    | Jacques Lasne             | UDR puis RPR | Maire de Bry-sur-Marne (1989 → 2000)                                                   |
| 1982    | 1994    | Étienne Audfray           | UDF-CDS      | Artiste sculpteur Maire de Bry-sur-Marne (1965 → 1989)                                 |
| 1994    | 2001    | Jacques Lasne             | RPR          | Maire de Bry-sur-Marne (1989 → 2000) Suppléant du député Gilles Carrez (1997-2002)     |
| 2001    | 2015    | M. Dominique Roblin       | RPR puis UMP | Fonctionnaire Premier maire-adjoint de Bry-sur-Marne Suppléant du député Gilles Carrez |

## Composition

### Période 1967 - 1976
Le canton était constitué, selon la toponymie du décret de 1967, par : 
« a) La commune de Bry-sur-Marne ;
b) La partie de la commune de Champigny-sur-Marne sise au Nord de la limite  » constituée « par l'avenue Roger-Salengro (côtés pair et impair) et la voie ferrée, jusqu'à la Marne ».
Le surplus de Champigny-sur-Marne était réparti entre les cantons de Champigny-sur-Marne et de Joinville-le-Pont.

### Période 1976 - 2015
Le canton de Bry-sur-Marne était constitué, selon la toponymie de l'époque, par : 
« la commune de Bry-sur-Marne et la partie Nord de la commune de Champigny-sur-Marne délimitée par l'axe des voies ci-après : avenue du Général-de-Gaulle, boulevard de Stalingrad, avenue Aristide-Briand, rue
dè la République et l'autoroute A 4 »
Le reste de la commune de Champigny-sur-Marne était divisé en 3 autres cantons : le canton de Champigny-sur-Marne-Centre, le canton de Champigny-sur-Marne-Est et le canton de Champigny-sur-Marne-Ouest.
| Communes                             | Population (2012) | Code postal | Code Insee |
| ------------------------------------ | ----------------- | ----------- | ---------- |
| Bry-sur-Marne                        | 15 000            | 94 360      | 94 015     |
| Champigny-sur-Marne, commune entière | 74 237            | 94 500      | 94 017     |

## Démographie
Démographie du canton dans sa composition de 1976 à 2015
| 1962 | 1968 | 1975 | 1982 | 1990   | 1999   | 2009 |
| ---- | ---- | ---- | ---- | ------ | ------ | ---- |
| -    | -    | -    | -    | 21 877 | 22 815 | -    |